# 艾米·彼得斯
艾米·彼得斯（荷蘭語：Amy Pieters，1991年6月1日—）是一名荷兰女子职业公路和场地自行车运动员，2017年开始为Boels–Dolmans效力。她曾代表荷兰队在2012年夏季奥林匹克运动会女子团体追逐赛上联同队友获得第六名。